# Mala Ježevica
Mala Ježevica (cyr. Мала Јежевица) – wieś w Serbii, w okręgu zlatiborskim, w gminie Požega. W 2011 roku liczyła 251 mieszkańców.